# Зарембо (остров)
Зарембо (англ. Zarembo Island) — остров в составе архипелага Александра, вблизи юго-восточного побережья штата Аляска, США.
Расположен к югу от острова Миткова, к северо-западу от острова Этолин и к северо-востоку от острова Принца Уэльского. Площадь острова составляет 474,3 км², что делает его 34-м крупнейшим островом США. Постоянного населения нет.
Берега острова были впервые нанесены на карту Джеймсом Джонстоуном в 1793 году, в ходе Ванкуверской экспедиции 1791-95 годов. Джонстоун картировал только северное, западное и южное побережья, так и не выяснив, что это остров. Был впоследствии назван в честь исследователя Русской Америки Дионисия Фёдоровича Зарембо.